# Latouchia hyla
Latouchia hyla là một loài nhện trong họ Ctenizidae.
Loài này thuộc chi Latouchia. Latouchia hyla được miêu tả năm 2001 bởi Joachim Haupt & Shimojana.